# Sybra schurmanni
Sybra schurmanni là một loài bọ cánh cứng trong họ Cerambycidae.